# Argumentum ad temperantiam
A expressão latina argumentum ad temperantiam ("argumento da moderação"), também conhecida como falácia do falso meio-termo é uma falácia lógica. O argumentum ad temperantiam consiste em afirmar que o meio-termo entre duas propostas é a melhor solução. Este argumento é normalmente evocado quando duas ideias opostas são defendidas por grupos de tamanho semelhante. A falha do argumento vem de pressupor que os extremos são necessariamente errados e que o meio-termo é verdadeiro.

## Exemplos
- Um grupo de pessoas isoladas da luz solar possui um relógio analógico que indica dez horas. Alguns argumentam ser dia, outros argumentam ser noite. O argumento da moderação seria considerar como verdadeiro que são dezesseis horas, o ponto médio entre 10h e 22h.